# Urtica chamaedryoides
Urtica chamaedryoides là loài thực vật có hoa trong họ Tầm ma. Loài này được Pursh miêu tả khoa học đầu tiên năm 1813.